# Zawód: powieściopisarz
Zawód: powieściopisarz 職業としての小説家 (jap. Shokugyō to shite no shōsetsuka) – zbiór esejów napisanych przez japońskiego pisarza Harukiego Murakamiego.
Książka została wydana pierwotnie w Japonii 10 września 2015 roku. W Polsce natomiast została wydana 16 sierpnia 2017 roku nakładem wydawnictwa Muza. Książkę na język polski przetłumaczyła Anna Zielińska-Elliott. (ISBN 978-83-287-0633-0).
Zbiór esejów z elementami biografii, w których autor opowiada o swojej karierze literackiej, w jaki sposób i dlaczego został powieściopisarzem. Książka zawiera wiele informacji w jak Haruki Murakami pisze swoje powieści, jaki jest jego tryb pracy, sposób gromadzenia pomysłów na kolejne dzieła oraz jak tworzy postaci do swojej prozy. Odpowiada na często zadawane przez czytelników pytania dotyczące jego twórczości. Dzieli się swoimi refleksjami na różne tematy, jakie jest jego podejście do wszelkich nagród literackich oraz innych pisarzy.

## Rozdziały
Rozdział 1 Czy pisarze są z natury tolerancyjni?
Rozdział 2 Jak zostałem pisarzem
Rozdział 3 O nagrodach literackich
Rozdział 4 O oryginalności
Rozdział 5 No to o czym by tu napisać
Rozdział 6 Jak czas uczynić swoim sprzymierzeńcem? - o pisaniu długich powieści
Rozdział 7 Niezwykle prywatne zajęcie wymagające siły fizycznej
Rozdział 8 O szkołach
Rozdział 9 Jakie by tu stworzyć postacie?
Rozdział 10 Dla kogo się pisze?
Rozdział 11 Wyjeżdżam za granicę - nowe rubieże